# Alicún
Alicún – gmina w Hiszpanii, w prowincji Almería, w Andaluzji, o powierzchni 5,87 km². W 2011 roku gmina liczyła 267 mieszkańców.